# Петър Савов
Петър Савов е български художник.

## Биография
роден в Пловдив. Завършва художествената гимназия „Илия Петров“ в София през 1980 г. Десет години по-късно специализира художествен емайл в Санкт-Петербург. През 1992 г. завършва Национална художествена академия, специалност стенопис в класа на проф. Мито Гановски.
Той е автор с успешни творчески изяви както в България, така и в чужбина, има множество международни признания и награди. Работи в областта на живописта, художествения емайл, рисунката и монументалните техники витраж, стенопис и др.
- Петър Савов е роден на 25. 01. 1961 г. в гр. Пловдив
- През 1980 г. завършва художествената гимназия „Илия Петров“ в София
- През 1991 г. специализира художествен емайл в Санкт Петербург, Русия
- През 1992 г. завършва Националната художествена академия, специалност „Стенопис“ в класа на проф. Мито Гановски
- 2001 г. – януари – Галерия „Циклоп“ – София
- От 1994 г. е член на СБХ – Монументална секция

## Самостоятелни изложби
- 1994 – юни – Галерия „Арена“ – София
- 1995 – януари – Дружество на Пловдивските художници
- 1995 – май – Хотел „Витоша“ – София
- 1995 – юли – Градска Художествена Галерия – Балчик
- 1995 – август – „Македония Арт“ – Благоевград
- 1995 – септември – Градока Художествена Галерия – Варна
- 1996 – юли – Галерия „Стил“ – Албена
- 1997 – април – Галерия „Ценител“ – София
- 1998 – май – Галерия „Арена“ – София
- 1999 – септември – Галерия „Сема“ – Пловдив
- 2000 – април – Галерия „Мелон“ – София
- 2001 – януари – Галерия „Циклоп“ – София
- 2001 – Изложба в Галерия „Неси“ – Бургас
- 2002 – Изложба „Огнена магия“ – Галерия „Неси“ – Бургас
- 2002 – Изложба в Галерия „Капетанова кула“ гр. Задар – Хърватска
- 2003 – Изложба „Море на живо“ – Галерия „Неси“ – Бургас

## Съвместни изложби
- 1989 – Изложба „Метафизика“ – София
- 1991 – Изложба във Френски Културен Институт – София
- 1993 – Изложба „Грехът“ в Галерия „Дейсис“ – София
- 1993 – Изложба в Галерия „Старинна“ – Пловдив
- 1993 – Изложба „Емайл“ в Галерия „Тракия“ – Пловдив
- 1993 – „Есенен Салон на Изкуствата“ – София`93
- 1994 – Държавна Художествена Галерия – Пловдив
- 1994 – Хотел „Витоша“ – София
- 2001 – Градска Художествена Галерия – Балчик
- 2003 – Изложба в църквата „Сан Клементе“ – Рим
- 2003 – Изложба в Галерия „VIA LARGA“ – Флоренция

## Награди
- 1989 – Награда в конкурс „Естетизация на градската среда“ – Идея`89
- 1990 – Съвместно с Анвдрей Янев, награда в конкурс „Естетизация на градската среда“ – Идея`90
- 1996 – Награда за акварел на Международната Фондация „синаиде Ги“ – Рим

## Монументални работи
- Тенис-ски клуб – София – студен емайл
- Ресторант „Златна ябълка“ – София – студен емайл
- Витражи:
  - Ефория „Зограф“ – София
  - Първа Частна Банка – клон Лом
  - Виенски салон „Лучано“ – София (в колектив с Руси Кожухаров и Анвдрей Янев)
  - Хотел „Амбасадор“ – София (в колектив с Руси Кожухаров и Анвдрей Янев)
- Монументално пано – емайл в Експресбанк – Варна (в колектив с проф. Стоян Куюмджиев и Андрей Янев)

Работи в областта на живописта, художествения емайл, монументалните техники и рисунката. Негови произведения са собственост на Националната Художествено Галерия, Държавна Художествена Галерия – Пловдив, както и на частни колекции в страната и чужбина. От 2003 г. негова творба е собственост на библиотека „Леонардо Да Винчи“ – гр. Винчи – област Тоскана, Италия.